# U-511

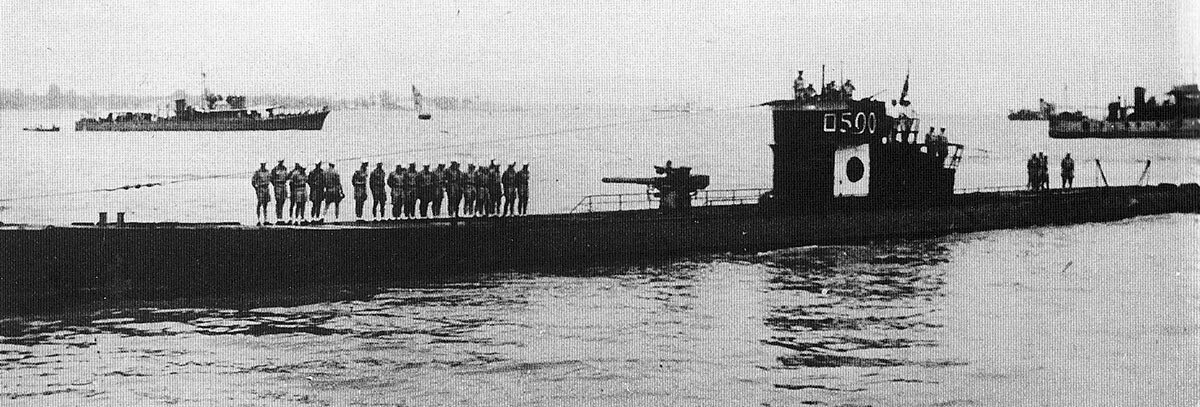
O U-511 já com a bandeira do Japão onde serviu sob a designação RO-500.

O Unterseeboot 511 foi um submarino alemão que serviu na Kriegsmarine durante a Segunda Guerra Mundial. O submarino teve sua quilha batida em 21 de fevereiro de 1941 no estaleiro Deutsche Werft em Hamburgo. Foi batizado como U-511 em 22 de setembro de 1941 e comissionado em 8 de dezembro de 1941, sob o comando do Kapitänleutnant Friedrich Steinhoff.